# Torneio de Roland Garros de 2012
O Torneio de Roland Garros de 2012 foi um torneio de tênis disputado nas quadras de saibro do Stade Roland Garros, em Paris, na França, entre 27 de maio e 11 de junho. Corresponde à 45ª edição da era aberta e à 111ª de todos os tempos.
Rafael Nadal ganhou o torneio pela terceira vez seguida, sendo a sétima vez em oito anos. Maria Sharapova conquistou seu primeiro título de Roland Garros, completando o career Grand Slam e retornando à liderança do ano pela primeira vez em quatro anos.

## Pontuação e premiação

### Distribuição de pontos
ATP e WTA informam suas pontuações em Grand Slam, distintas entre si, em simples e em duplas. A ITF responde exclusivamente pelos juvenis e cadeirantes.
Considerados torneios amistosos, os de duplas mistas e lendárias não geram pontos.
No juvenil, os simplistas jogam duas fases de qualificatório, mas só os que passam à chave principal pontuam. Em duplas, a pontuação é por jogador. Os campeões de ambas modalidades recebem pontos adicionais de bônus (os valores da tabela já somam as duas pontuações).

#### Profissional
| Evento            | V    | F    | SF  | QF  | R16 | R32 | R64 | R128 | Q  | Q3 | Q2 | Q1 |
| Simples masculino | 2000 | 1200 | 720 | 360 | 180 | 90  | 45  | 10   | 25 | 16 | 8  | 0  |
| Duplas masculinas | 2000 | 1200 | 720 | 360 | 180 | 90  | 0   | —    | —  | —  | —  | —  |
| Simples feminino  | 2000 | 1400 | 900 | 500 | 280 | 160 | 100 | 5    | 60 | 50 | 40 | 2  |
| Duplas femininas  | 2000 | 1400 | 900 | 500 | 280 | 160 | 5   | —    | —  | —  | —  | —  |

| Evento            | V   | F   | SF  | QF | R16 | R32 | R64 | Q  | Q2 | Q1 |
| Simples Masculino | 500 | 180 | 120 | 80 | 50  | 30  | 25* | 20 | 0  | 0  |
| Simples Feminino  | 500 | 180 | 120 | 80 | 50  | 30  | 25* | 20 | 0  | 0  |
| Duplas Masculinas | 360 | 120 | 80  | 50 | 30  | 0   | —   | —  | —  | —  |
| Duplas Femininas  | 360 | 120 | 80  | 50 | 30  | 0   | —   | —  | —  | —  |

| Evento  | V   | F   | SF  | QF  |
| Simples | 800 | 500 | 375 | 100 |
| Duplas  | 800 | 500 | 100 | —   |

### Premiação
A premiação geral aumentou 6,8% em relação a 2011. Os títulos de simples tiveram um acréscimo de € 50.000 cada.
O número de participantes em simples se difere somente na fase qualificatória (128 homens contra 96 mulheres). Os valores para duplas são por par. Diferentemente da pontuação, não há recompensa aos vencedores do qualificatório.
As duplas lendárias jogam três eventos: acima e abaixo de 45 anos no masculino e sem limite de idade no feminino. Homens ganham mais que as mulheres. Os juvenis não são pagos.
| Evento                          | V           | F         | SF        | QF        | Últimos 16 | Últimos 32 | Últimos 64 | Últimos 128 | Q3        | Q2        | Q1        |
| Contemplados                    | 1           | 1         | 2         | 4         | 8          | 16         | 32         | 64          | 16H / 12M | 32H / 24M | 64H / 48M |
| Simples (2)                     | € 1.250.000 | € 625.000 | € 310.000 | € 155.000 | € 80.000   | € 47.000   | € 28.000   | € 18.000    | € 9.000   | € 4.500   | € 2.500   |
| Duplas (2)                      | € 340.000   | € 170.000 | € 85.000  | € 43.000  | € 23.000   | € 12.000   | € 8.000    | —           | —         | —         | —         |
| Duplas mistas                   | € 100.000   | € 50.000  | € 25.000  | € 13.000  | € 7.000    | € 3.500    | —          | —           | —         | —         | —         |
| Simples cadeirante (2)          | € 15.000    | € 7.500   | € 4.000   | € 2.500   | —          | —          | —          | —           | —         | —         | —         |
| Duplas cadeirantes (2)          | € 5.000     | € 2.500   | € 1.500   | —         | —          | —          | —          | —           | —         | —         | —         |
| Duplas lendárias masculinas (2) | € 35.000    | € 25.000  | € 20.000* | € 16.000* | —          | —          | —          | —           | —         | —         | —         |
| Duplas lendárias femininas      | € 30.000    | € 24.000  | € 20.000* | € 16.000* | —          | —          | —          | —           | —         | —         | —         |

Total dos eventos: € 17.718.000
Per diem (estimado): € 1.000.000
Total da premiação: € 18.718.000

## Finais

### Profissional
| Categoria | Evento    | Campeã(s)(o/ões)            | Vice-campeã(s)(o/ões)                  | Resultado          | Chave(s)  | Chave(s)       |
| --------- | --------- | --------------------------- | -------------------------------------- | ------------------ | --------- | -------------- |
| Simples   | Masculino | Rafael Nadal                | Novak Djokovic                         | 6–4, 6–3, 2–6, 7–5 | principal | qualificatório |
| Simples   | Feminino  | Maria Sharapova             | Sara Errani                            | 6–3, 6–2           | principal | qualificatório |
| Duplas    | Masculino | Max Mirnyi Daniel Nestor    | Bob Bryan Mike Bryan                   | 6–4, 6–4           | principal | principal      |
| Duplas    | Feminino  | Sara Errani Roberta Vinci   | Maria Kirilenko Nadia Petrova          | 4–6, 6–4, 6–2      | principal | principal      |
| Duplas    | Misto     | Sania Mirza Mahesh Bhupathi | Klaudia Jans-Ignacik Santiago González | 7–63, 6–1          | principal | principal      |

### Juvenil
| Categoria | Evento    | Campeã(s)(o/ões)                  | Vice-campeã(s)(o/ões)                   | Resultado        | Chave(s)  | Chave(s)       |
| --------- | --------- | --------------------------------- | --------------------------------------- | ---------------- | --------- | -------------- |
| Simples   | Masculino | Kimmer Coppejans                  | Filip Peliwo                            | 6–1, 6–4         | principal | qualificatório |
| Simples   | Feminino  | Annika Beck                       | Anna Karolína Schmiedlová               | 3–6, 7–5, 6–3    | principal | qualificatório |
| Duplas    | Masculino | Andrew Harris Nick Kyrgios        | Adam Pavlásek Václav Šafránek           | 6–4, 2–6, [10–7] | principal | principal      |
| Duplas    | Feminino  | Daria Gavrilova Irina Khromacheva | Montserrat González Beatriz Haddad Maia | 4–6, 6–4, [10–8] | principal | principal      |

### Cadeirante
| Categoria | Evento    | Campeã(s)(o/ões)                 | Vice-campeã(s)(o/ões)           | Resultado         | Chave     |
| --------- | --------- | -------------------------------- | ------------------------------- | ----------------- | --------- |
| Simples   | Masculino | Stéphane Houdet                  | Shingo Kunieda                  | 6–2, 2–6, 7–66    | principal |
| Simples   | Feminino  | Esther Vergeer                   | Aniek van Koot                  | 6–0, 6–0          | principal |
| Duplas    | Masculino | Frederic Cattaneo Shingo Kunieda | Michaël Jeremiasz Stefan Olsson | 3–6, 7–63, [10–6] | principal |
| Duplas    | Feminino  | Marjolein Buis Esther Vergeer    | Sabine Ellerbrock Yui Kamiji    | 6–0, 6–1          | principal |

### Outros eventos
| Categoria        | Evento                      | Campeã(s)(o/ões)                 | Vice-campeã(s)(o/ões)            | Resultado | Chave     |           |
| ---------------- | --------------------------- | -------------------------------- | -------------------------------- | --------- | --------- | --------- |
| Duplas lendárias | Masculino acima de 45 anos  | John McEnroe Patrick McEnroe     | Guy Forget Henri Leconte         | 7–65, 6–3 | principal | principal |
| Duplas lendárias | Masculino abaixo de 45 anos | Albert Costa Carlos Moyá         | Thomas Enqvist Todd Woodbridge   | 6–2, 6–1  | principal | principal |
| Duplas lendárias | Feminino                    | Lindsay Davenport Martina Hingis | Martina Navrátilová Jana Novotná | 6–4, 6–4  | principal | principal |